# Vertonne
Die Vertonne ist ein Fluss in Frankreich, der im Département Vendée in der Region Pays de la Loire verläuft. Sie entspringt im nördlichen Gemeindegebiet von Poiroux, nahe dem Weiler La Gaborinière der Nachbargemeinde Grosbreuil, entwässert generell Richtung West bis Nordwest und mündet nach rund 33 Kilometern an der Gemeindegrenze von L’Île-d’Olonne und Olonne-sur-Mer als linker Nebenfluss in die Auzance.

## Orte am Fluss
(in Fließreihenfolge)
- Grosbreuil
- Sainte-Foy
- Olonne-sur-Mer
- L’Île-d’Olonne

## Sehenswürdigkeiten
- Die Vertonne fließt auf ihrem Weg durch das Weinbaugebiet Fiefs Vendéens-Brem.
- Im Mündungsabschnitt durchquert sie auf einer Länge von gut sechs Kilometer das Marschland Marais d’Olonne, in dem heute überwiegend Landwirtschaft betrieben wird, aber noch einige Salzgärten zur Salzgewinnung bestehen.